# 秃萼虎耳草
秃萼虎耳草（学名：Saxifraga nanella var. glabrisepala）为虎耳草科虎耳草属下的一个变种。

## 扩展阅读
- 維基物種上的相關：秃萼虎耳草